# Département de Santa Rosa (Catamarca)
Le département de Santa Rosa est une des 16 subdivisions de la province de Catamarca, en Argentine. Son chef-lieu est la ville de Bañado de Ovanta.
Le département a une superficie de 1 424 km2. Sa population s'élevait à 10 349 habitants, selon le recensement de 2001, d'où une densité de 7,3 hab./km2.

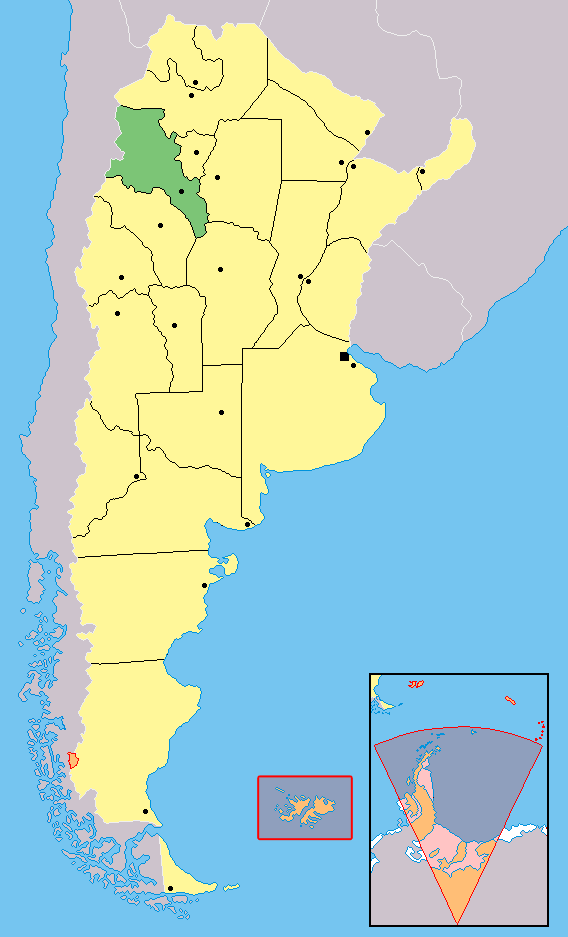
Localisation de la province de Catamarca en Argentine.